# Burg Reichenstein (Württemberg)
Die Burg Reichenstein ist die Ruine einer Höhenburg auf 585 m ü. NN an einem Talhang der Großen Lauter bei dem Ortsteil Reichenstein der Gemeinde Lauterach im Alb-Donau-Kreis in Baden-Württemberg.

## Geschichte
Die Burg wurde in der Stauferzeit, aus der noch Reste von Buckelquadern stammen, 1230 bis 1250 erbaut und von den Grafen von Wartstein als Dienstmannenburg den Herren vom Stain vergeben. Nach 1499 ging die Burg an das Benediktinerkloster Zwiefalten und wurde 1525 im Bauernkrieg zerstört (um 1600 als “alter Burgstall” bezeichnet). 1803 ging die Burg an Württemberg, 1971 wurde der 20 Meter hohe Bergfried wieder instand gesetzt.

## Heutige Nutzung
Im Zuge der 1971 erfolgten Restaurierung des Bergfrieds wurde ein neuer ebenerdiger Eingang geschaffen, in den Jahren 1986 und 1996 die Zuwege zur Anlage neu angelegt. Seitdem ist der Turm als Aussichtsturm zugänglich.

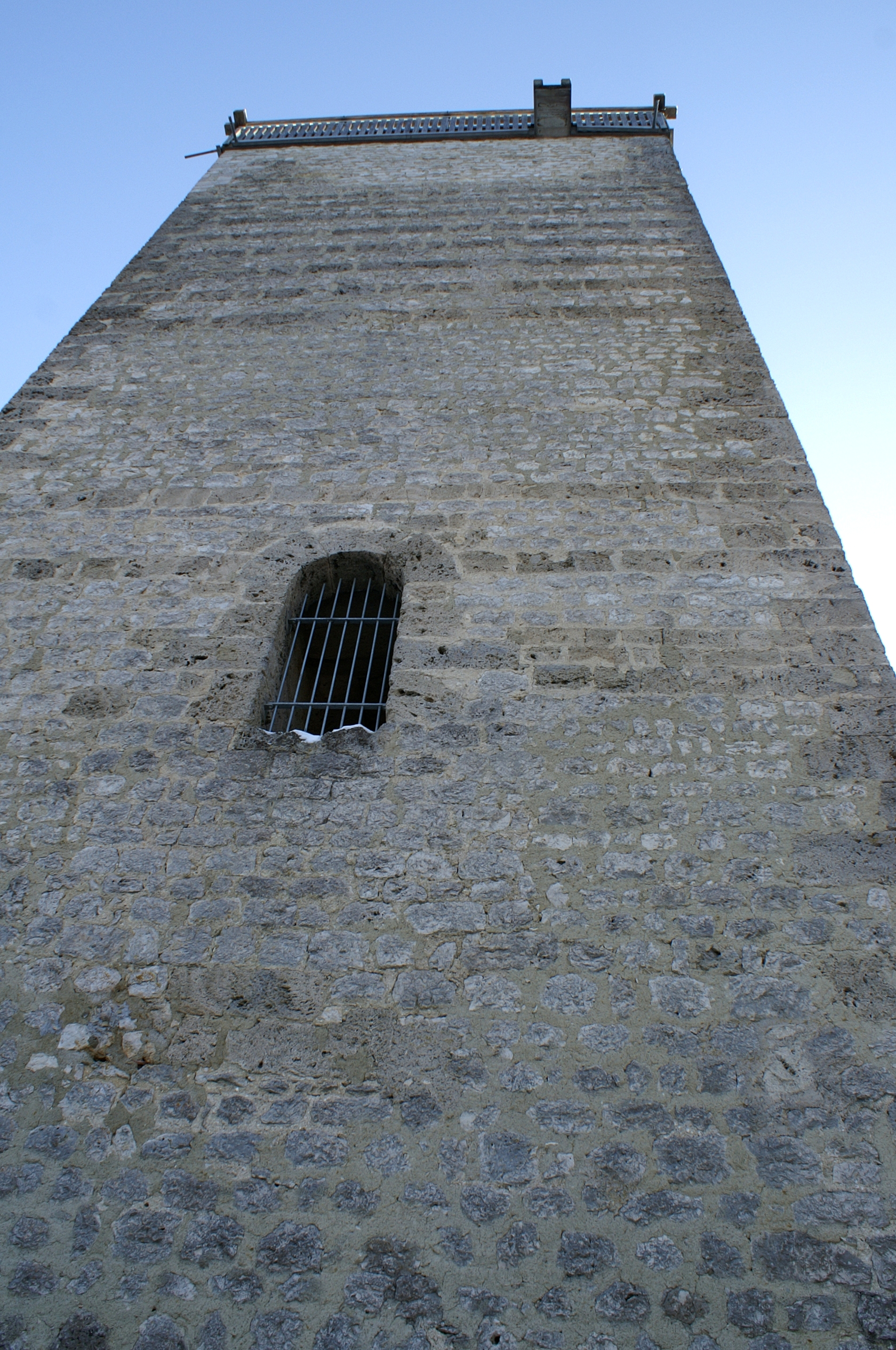
Nordseite des Bergfriedes